# Michael Haberkorn
Michael Haberkorn (* 12. Januar 1947 in Berlin) ist ein deutscher ehemaliger Sozialarbeiter und Politiker (Bündnis 90/Die Grünen). Er war von 1985 bis 1987, von 1989 bis 1990 und erneut von 1995 bis 1999 Mitglied des Berliner Abgeordnetenhauses.

## Biografie
Michael Haberkorn absolvierte an der Fachhochschule für Sozialarbeit und Sozialpädagogik in Berlin ein Studium zum Sozialarbeiter mit Abschluss 1973. Er trat 1974 in den Dienst der Berliner Landesverwaltung und war dort in verschiedenen Aufgabengebieten des Sozial- und Gesundheitswesens tätig.
Über die Landesliste seiner Partei erhielt er mehrfach ein Mandat im Landesparlament.